# École du personnel navigant d’essais et de réception
Die École du personnel navigant d'essais et de réception (EPNER) ist die französische Testpilotenschule mit Sitz auf dem Luftwaffenstützpunkt Istres, Frankreich. Als eine der fünf besten Testpilotenschulen in der westlichen Hemisphäre unterhält EPNER enge Beziehungen zu drei Schulen: der Empire Test Pilots' School (ETPS), der United States Air Force Test Pilot School (USAFTPS) und der United States Naval Test Pilot School (USNTPS).
EPNER bietet Schulungen für Testpiloten, Flugversuchsingenieure, Flugingenieure und Techniker sowie Fluglotsen, die an der Flugversuchsleitung beteiligt sind.

## Ehemalige Absolventen (Auswahl)
- Fernando Alonso, ein spanischer Luftfahrtingenieur und ehemaliger Leiter der Sparte Militärflugzeuge der Airbus Defence and Space
- Jean-Loup Chrétien, ein ehemaliger französischer Raumfahrer (Spationaut) und Testpilot
- Wilfried von Engelhardt, Cheftestpilot vom MBB, Erstflug Bo 46 und Bo 105. Fellow SETP
- Léopold Eyharts, ein ehemaliger französischer Raumfahrer
- Philippe Perrin, ein französischer ehemaliger Astronaut
- Dieter Hugo Thomas, ein deutscher Testpilot
- Bernard Ziegler, ein französischer Pilot, Flugzeugtechniker und Manager